# Viadotto Gorsexio
Il viadotto Gorsexio (AFI: /ɡorˈsɛzjo/) è un viadotto autostradale italiano, posto lungo l'autostrada A26 (in questo tratto parte della strada europea E25) al confine fra i comuni di Genova e di Mele.
Esso valica a grande altezza la valle del torrente Gorsexio.

## Storia
Il viadotto, commissionato dalla Società Autostrade, fu progettato dagli ingegneri Silvano Zorzi, Giorgio Grasselli ed Enrico Faro della società IN.CO., e costruito dal 1972 al 1978 dalla CMC di Ravenna.
L'autostrada venne aperta al traffico l'11 agosto 1977; in tale data il viadotto Gorsexio era percorribile solo sulla carreggiata sud. La carreggiata nord venne completata e aperta al traffico nel giugno del 1978.

## Caratteristiche

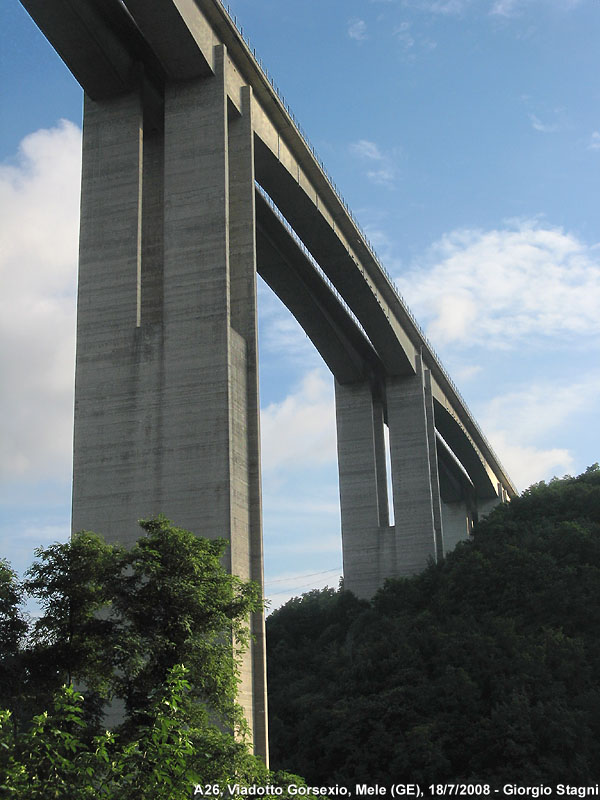
Dettaglio delle pile

Si tratta di un viadotto di 672 m di lunghezza, in calcestruzzo armato, a 6 campate di luce variabile (le 3 maggiori di 144 m).
Le pile, che nella parte bassa hanno struttura unica, per i 40 m superiori sono costituite da due lamelle abbinate per ognuna delle due carreggiate; in tal modo, la loro flessibilità consente di ammortizzare le deformazioni dell'impalcato. La pila centrale ha un'altezza di 172 m.
L'impalcato è doppio, uno per ogni carreggiata, e ognuno di essi ha una larghezza di 13,05 m; negli ultimi 207,60 m all'estremità lato Alessandria, essa che si allarga fino a 16,55 m, per accogliere le corsie di accelerazione e decelerazione verso la vicina area di servizio.
La struttura, interamente in calcestruzzo armato, venne gettata interamente in opera; le pile furono erette tramite casseri rampanti, mentre l'impalcato fu costruito a sbalzo. Le parti superiori delle pile e l'impalcato sono in calcestruzzo armato precompresso.